# Zoute

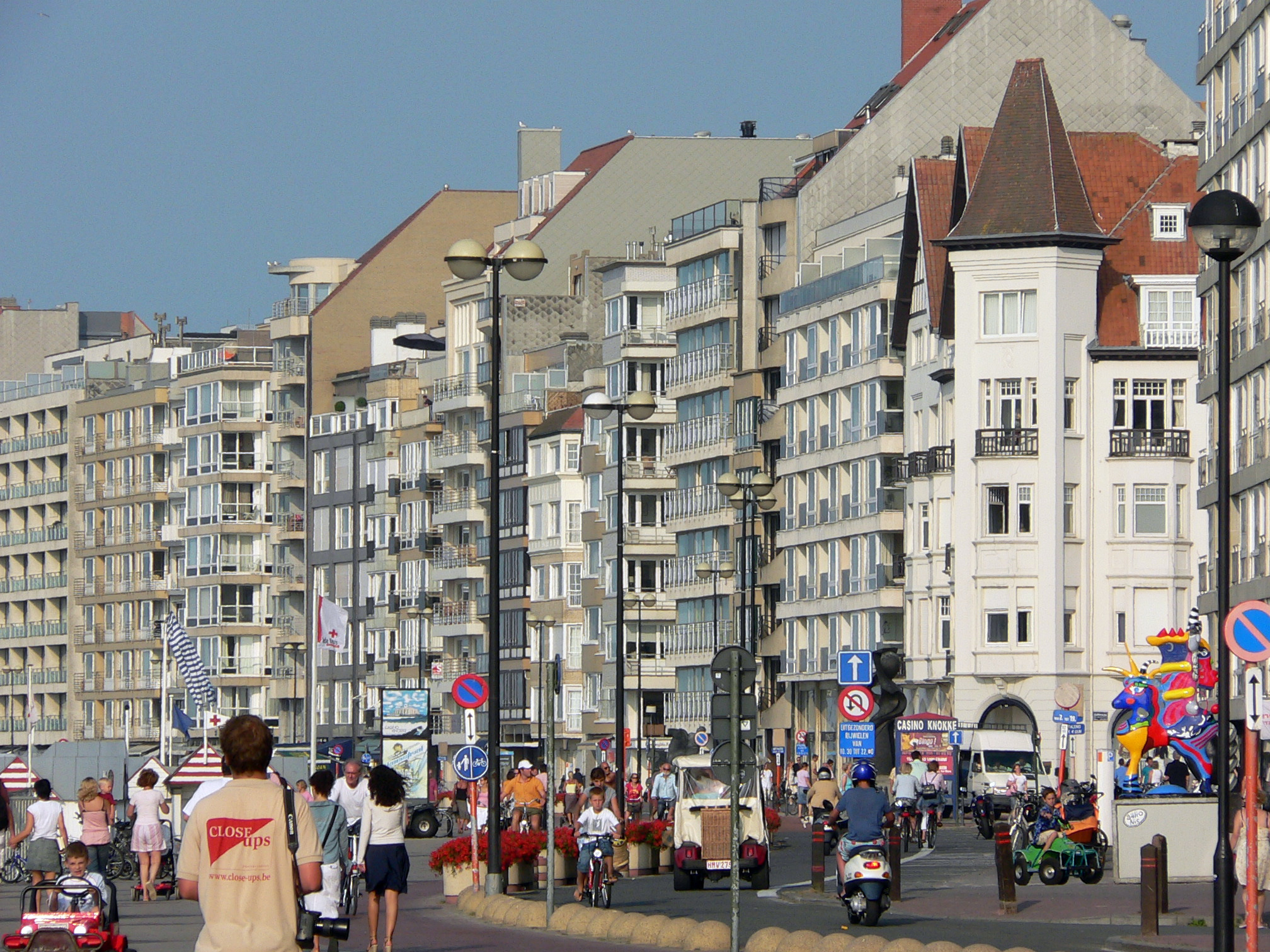
Teilansicht der Strandpromenade in Knokke-Zoute

Zoute (westflämisch ’t Zoute, niederländisch Het Zoute (von zout(e) = salzig), französisch Le Zoute) ist der nördlichste Stadtteil des belgischen Seebades Knokke-Heist, dem sich bis zur niederländischen Grenze das ausgedehnte Naturschutzgebiet Zwin anschließt.
Auf der parallel zur Strandpromenade Zeedijk verlaufenden Kustlaan ist hier eine Einkaufsmeile entstanden, in der zahlreiche Exklusivmarken mit eigenen Geschäften vertreten sind.
Der Chansonnier Jacques Brel hat den Ort in zwei seiner Lieder (La chanson de Jacky und Knokke-Le-Zoute Tango) besungen.